# Jérôme de Gonnelieu
Pour les articles homonymes, voir Gonnelieu (homonymie).
Jérôme de Gonnelieu, né à Soissons en 1640 et mort à Paris en 1715, est un prédicateur jésuite français.  
Il se distingue comme directeur des consciences et écrivain ascétique. 

## Œuvres
Il a laissé : 
- Exercices de la vie spirituelle, Paris, 1701 ;
- Méthode de bien prier et Pratique de la vie intérieure, 1710, ouvrages pleins d'onction.

On connaît sous son nom une traduction de l’Imitation de J.-C., publiée en 1673, qui est de J. Cusson, et dans laquelle il n'a fait qu'insérer des prières et des pratiques.